# Siemens Vectron
Siemens Vectron je platforma modulárních víceúčelových lokomotiv firmy Siemens Mobility, vyráběných od roku 2010. Na platformě jsou stavěny jak elektrické, tak dieselelektrické lokomotivy. Je zamýšlena jako nástupce úspěšné rodiny EuroSprinter a také rodiny dieselelektrických lokomotiv EuroRunner. Původně ohlášena jako čistě elektrická, nicméně na veletrhu InnoTrans 2010 byla představena i verze se vznětovým motorem. V roce 2018 byla představena také duální varianta Vectron Dual Mode, umožňující provoz v elektrické i dieselové trakci.
Do začátku roku 2025 bylo prodáno více než 2600 lokomotiv z rodiny Vectron 103 zákazníkům v 16 zemích. Lokomotiva je schválena k provozu ve 20 zemích.
Výroba lokomotivních skříní, části předmontáže a finální montáž probíhá v Mnichově, ve čtvrti Allach.
Kromě evropského trhu ji společnost Siemens nabízela i do Spojených států amerických firmě Amtrak coby vhodnou lokomotivu pro Severovýchodní koridor. Zakázku získala a bylo objednáno 70 lokomotiv. Verze upravená pro americké železnice se nazývá Amtrak Cities Sprinter.

## Historie

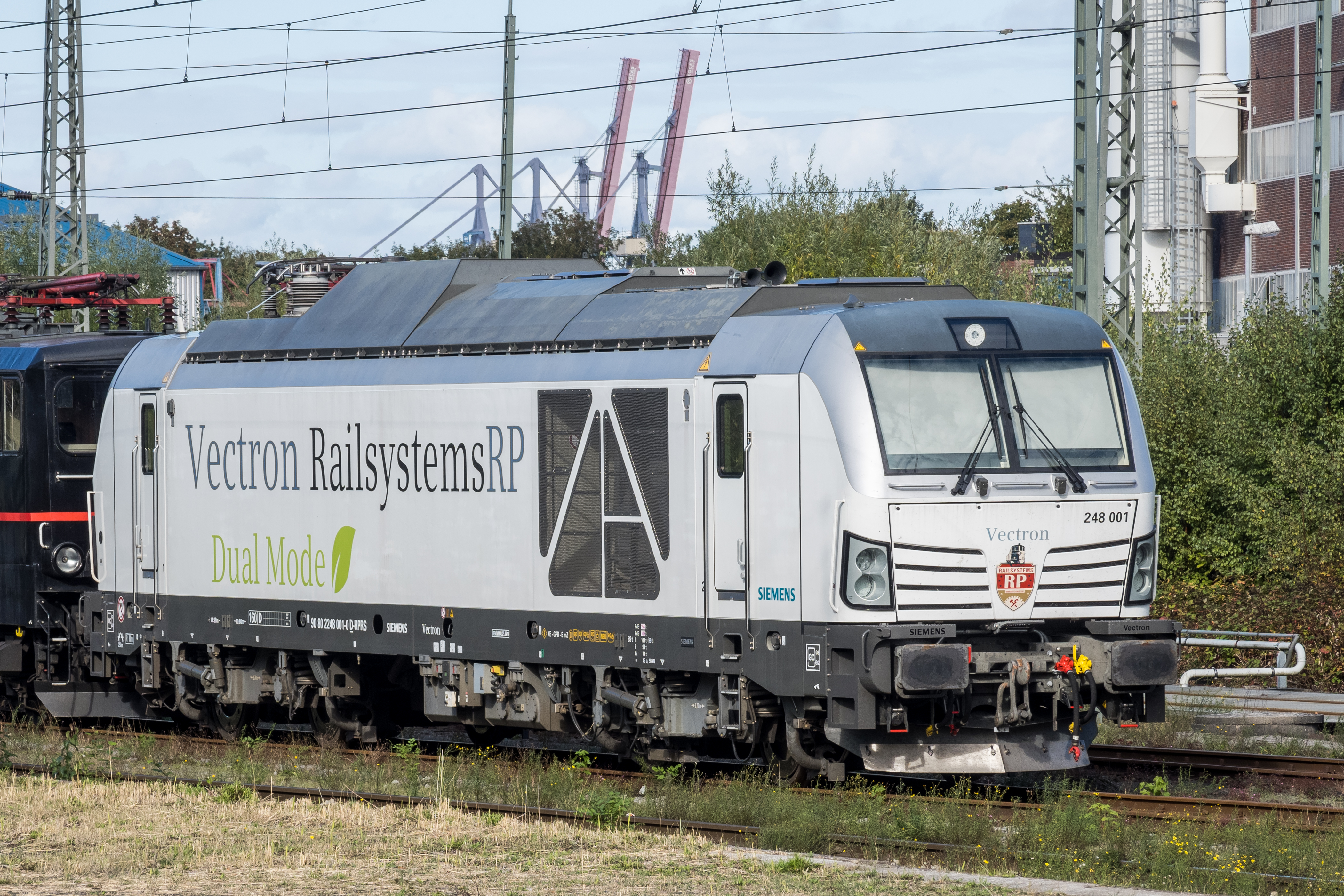
Lokomotiva Vectron Dual Mode 248.001

Lokomotivní platforma Vectron jako nástupce platformy EuroSprinter byla představena v červnu 2010 ve zkušebním centru Wegberg-Wildenrath, tehdy však pouze jako elektrická lokomotiva. Dieselová verze Vectron DE pak byla představena na veletrhu InnoTrans 2010. Vectron získal v roce 2010/2011 cenu za inovaci časopisu Privatbahn Magazin. První objednávku na 6 lokomotiv zadala v roce 2011 německá leasingová společnost Railpool, v roce 2013 Siemens získal zakázku od finských státních drah VR, pro které byly lokomotivy poprvé vybaveny širokorozchodnými podvozky. V červnu 2017 byla objednána 500. lokomotiva Vectron, v květnu 2020 pak 1000. lokomotiva Vectron.
Zkušební provoz první lokomotivy z platformy Vectron, elektrické vícesystémové varianty Vectron MS, byl v Česku zahájen dne 15. listopadu 2014, na Slovensku pak o deset dní později. Prvním zákazníkem v Česku, který si objednal novou lokomotivu Vectron, se v dubnu 2016 stala společnost ČD Cargo.
V březnu 2018 Siemens představil nekonfigurovatelnou, levnější verzi lokomotivy pod názvem Smartron.
Na veletrhu InnoTrans 2018 byla představena duální lokomotiva Vectron Dual Mode, umožňující provoz v elektrické i dieselové trakci. Nahradila lokomotivu Vectron DE, jejíž výroba byla ukončena z důvodu nedostatečné poptávky. První lokomotiva (248.001) byla veřejnosti představena v březnu 2019.
Na podzim 2019 společnost Siemens oznámila, že bude vyvíjet variantu Vectron pro rychlost 230 km/h. Lokomotiva 193.780 byla pro tento účel vybavena upravenými podvozky. Zkušební jízdy byly zahájeny v Rakousku v polovině srpna 2020. V březnu 2022 podepsaly České dráhy smlouvu na dodávku 50 lokomotiv Vectron ve variantě pro rychlost 230 km/h a staly se tak prvním zákazníkem, který si takovou variantu objednal. Na konci roku 2019 byl Vectron schválen pro provoz ETCS dle specifikace Baseline 3 v Německu.
Německá státní železniční nákladní společnost DB Cargo vypsala v říjnu 2019 výběrové řízení na rámcovou smlouvu na 400 duálních lokomotiv, aby nahradila starší dieselové lokomotivy řady 290 a 294 v regionální nákladní dopravě a obsluze vleček. Rámcová dohoda se společností Siemens na dodávku těchto lokomotiv byla podepsána v září 2020. První objednávka na základě výzvy byla na 150 lokomotiv nově vyvinuté lehčí varianty, nazvané Vectron Dual Mode Light. První lokomotivy Vectron Dual Mode Light s objednacími čísly 001–004 opustily výrobu v květnu a červnu 2022 a do roku 2024 procházely zkušebním a schvalovacím provozem. Lokomotiva 249.001, pojmenovaná „Emma“, byla předána DB Cargo 15. března 2024 a na přední polovině lokomotivy dostala zbarvení v bordó červené barvě ve stylu řady 130 Deutsche Reichsbahn s potištěnými mřížkami ventilátorů z téže řady. 4 ze 150 lokomotiv připadnou skupině DB Bahnbau, zabývající se stavební činností a opravami tratí.
V roce 2025 byla představena nová varianta elektrické lokomotivy Vectron, disponující bateriovým modulem pro posun pod obchodním názvem Battery Power Module.

## Varianty

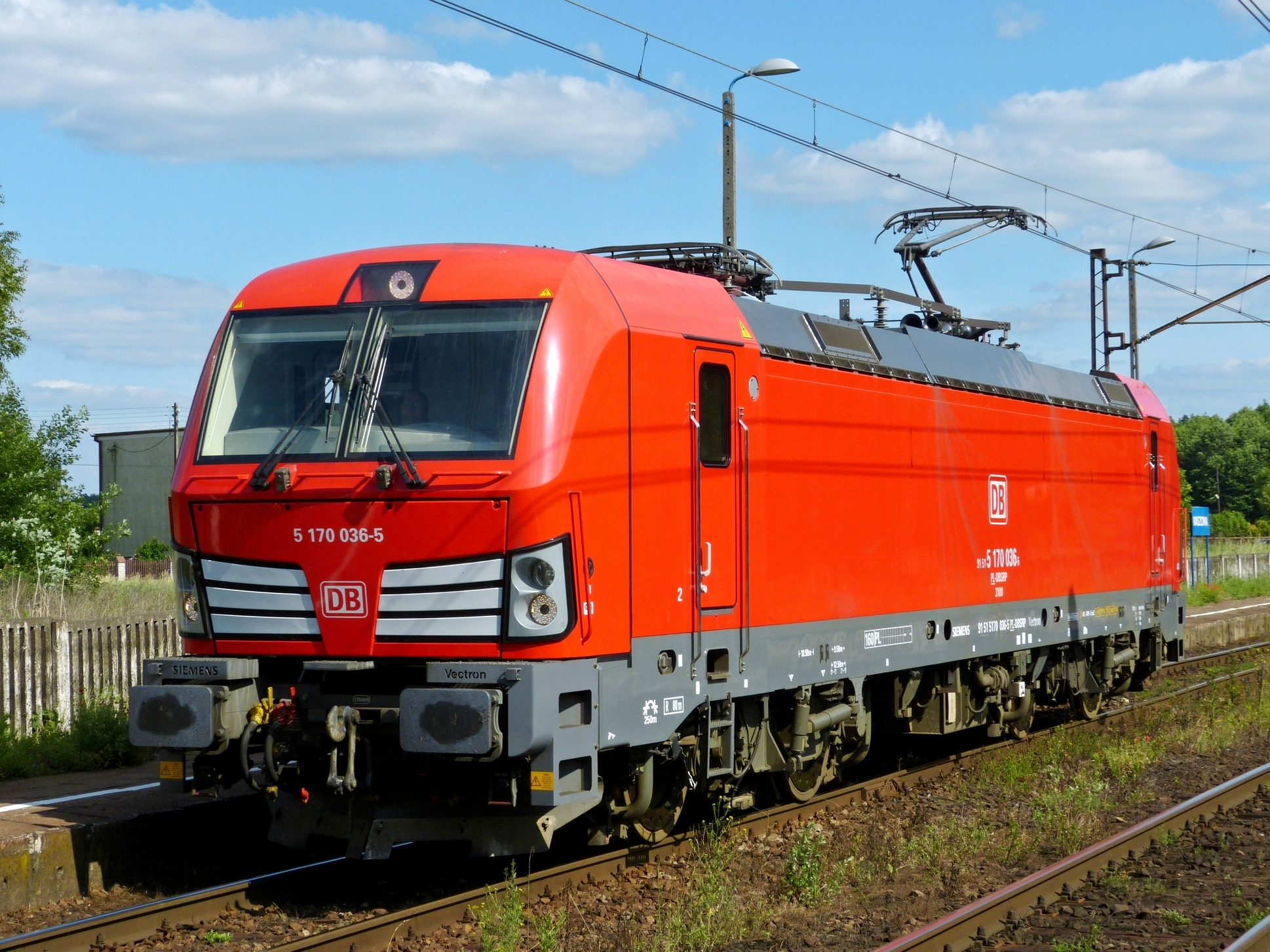
Čistě stejnosměrná lokomotiva Vectron DC pro provoz v Polsku

Zpočátku byly v rámci lokomotivní platformy Vectron vyvinuty čtyři elektrické a jedna dieselelektrická základní varianta, které mohou být nabízeny všem zákazníkům. V roce 2018 byla představena také duální lokomotiva, jejíž varianta pro dopravu lehkých nákladních vlaků a posun je od roku 2021 uvedena na trh pod názvem Vectron Dual Mode Light. V rámci lokomotivní platformy Vectron vznikly postupně tyto varianty:
- Vectron MS: vícesystémová lokomotiva s výkonem 6400 kW (střídavé soustavy) / 6000 kW (stejnosměrná soustava 3 kV) / 3500 kW stejnosměrná soustava 1,5 kV) a maximální rychlostí 160, 200 nebo 230 km/h
- Vectron AC high power: střídavá lokomotiva s výkonem 6400 kW a maximální rychlostí 160 nebo 200 km/h (německé označení řady 193)
- Vectron AC medium power: střídavá lokomotiva s výkonem 5600 kW a maximální rychlostí 160 km/h
- Vectron DC medium power: stejnosměrná lokomotiva s výkonem 5200 kW a maximální rychlostí 160 nebo 200 km/h (německé označení řadou 191 bylo krátce přiděleno dvěma prototypům na stejnosměrnou soustavu 3 kV, které nebyly v Německu schváleny)
- Smartron
- Vectron DE: dieselelektrická lokomotiva s výkonem 2400 kW a maximální rychlostí 160 km/h (německé označení řadou 247)
- Vectron Dual Mode (DM): duální lokomotiva pro střídavou soustavu 15 kV / 16,7 Hz (elektrický režim) s dieselovým motorem o výkonu 2000 kW na kolech (dieselový režim), maximální rychlostí 160 km/h a maximální hmotností na nápravu 22,5 tuny (německé označení řadou 248)
- Vectron Dual Mode Light (DM Light): duální lokomotiva pro střídavou soustavu 15 kV / 16,7 Hz (elektrický režim) s dieselovým motorem o výkonu 750 kW na kolech (dieselový režim), maximální rychlostí 120 km/h a maximální hmotností na nápravu 21 tun (německé označení řadou 249)

Vozidla Siemens Charger (dieselová lokomotiva) a Amtrak Cities Sprinter (střídavá elektrická lokomotiva) jsou založena na platformě Vectron. Pro americký trh se vyrábějí v závodě Siemens Mobility v Sacramentu v Kalifornii. Oba typy jsou navrženy pro maximální rychlost 200 km/h.
Řadová označení různých variant Vectronu v Německu jsou 191 až 193 pro elektrickou verzi, 247 pro dieselelektrickou verzi a 248 a 249 pro duální verzi. Cena jedné lokomotivy se v závislosti na výbavě (elektrická/naftová verze, volitelné pakety pro jednotlivé země, pomocný dieselový motor atp.) pohybuje mezi třemi a pěti miliony eur.

## Technický popis

### Obecně

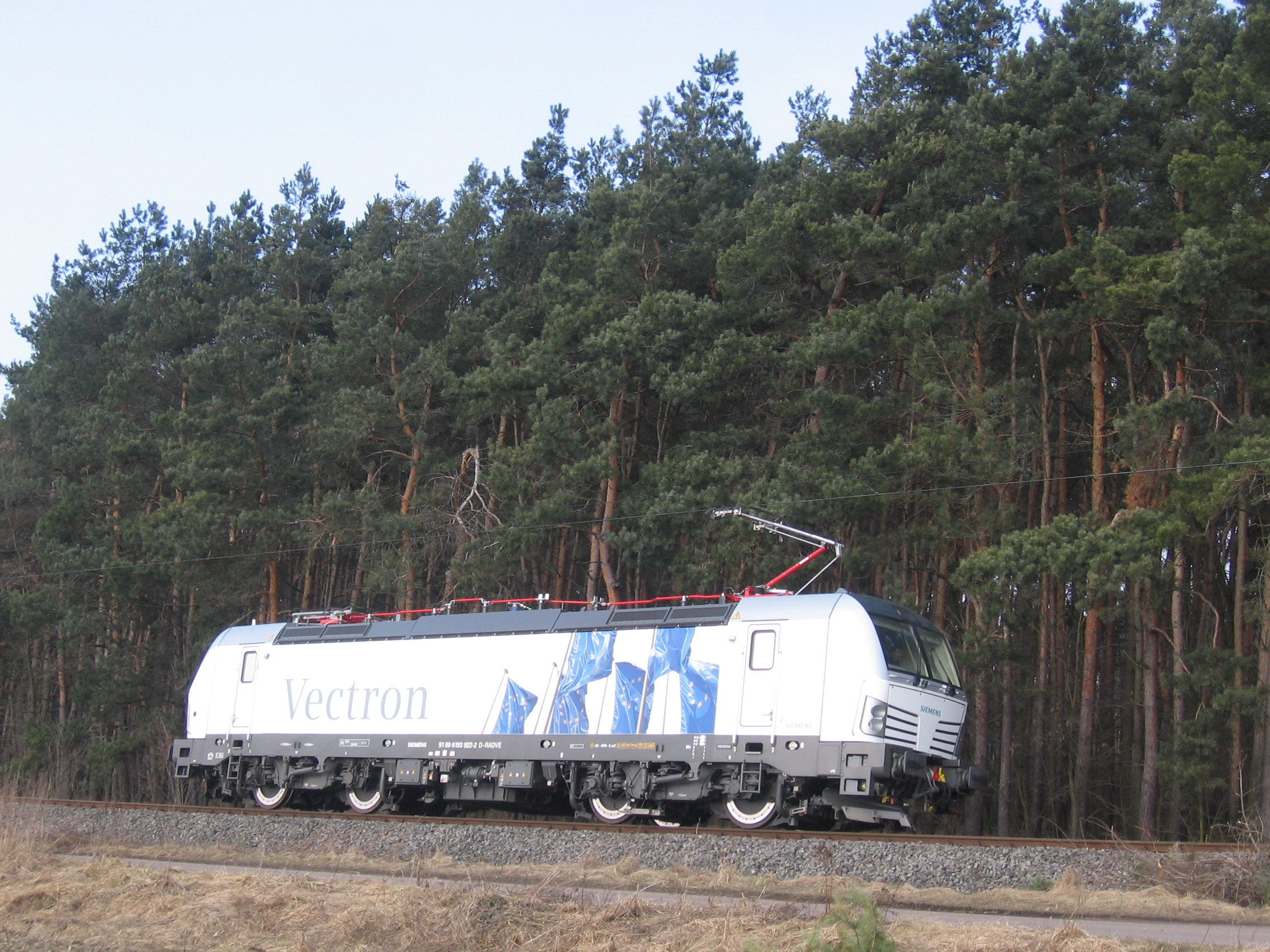
Vectron AC na malém zkušebním okruhu v Cerhenicích

Vozidla platformy Vectron jsou traťové lokomotivy pro vysokorychlostní osobní dopravu i interoperabilní nákladní dopravu se dvěma koncovými kabinami strojvedoucího a uspořádáním dvojkolí Bo’Bo’. V souladu s koncepcí platformy je ve všech variantách použito co nejvíce shodných dílů. Kromě toho existuje celá řada balíčků volitelné výbavy a vybavení, které lze instalovat v závislosti na požadavcích provozovatele.
Provozní hmotnost čtyřnápravových lokomotiv se v závislosti na verzi pohybuje mezi 80 a 90 tunami. Skříně lokomotiv jsou připraveny pro montáž centrálních spřáhel UIC a obdobných spřáhel v jednotné výšce. Tato možnost byla poprvé využita u lokomotiv VR Sr3 pro Finsko. Lokomotivy Vectron mohou být vybaveny všemi národními vlakovými zabezpečovacími systémy požadovanými v Evropě i systémem ETCS. Stanoviště strojvedoucího je u všech lokomotiv vpravo ve směru jízdy. Jednotlivé varianty lokomotivy jsou dohromady schváleny k provozu ve 20 zemích Evropy.
Vzhledově lokomotiva vychází ze svého předchůdce Siemens ES 2007. Zvenku vypadá Vectron velice podobně, nejvýraznější designové úpravy prodělala čela lokomotivy, která byla estetizována. Zásadních změn však doznal vnitřek lokomotivy. Ve strojovně se nachází přímá středová ulička, po jejíchž stranách jsou rozmístěny komponenty.

### Mechanická koncepce skříně

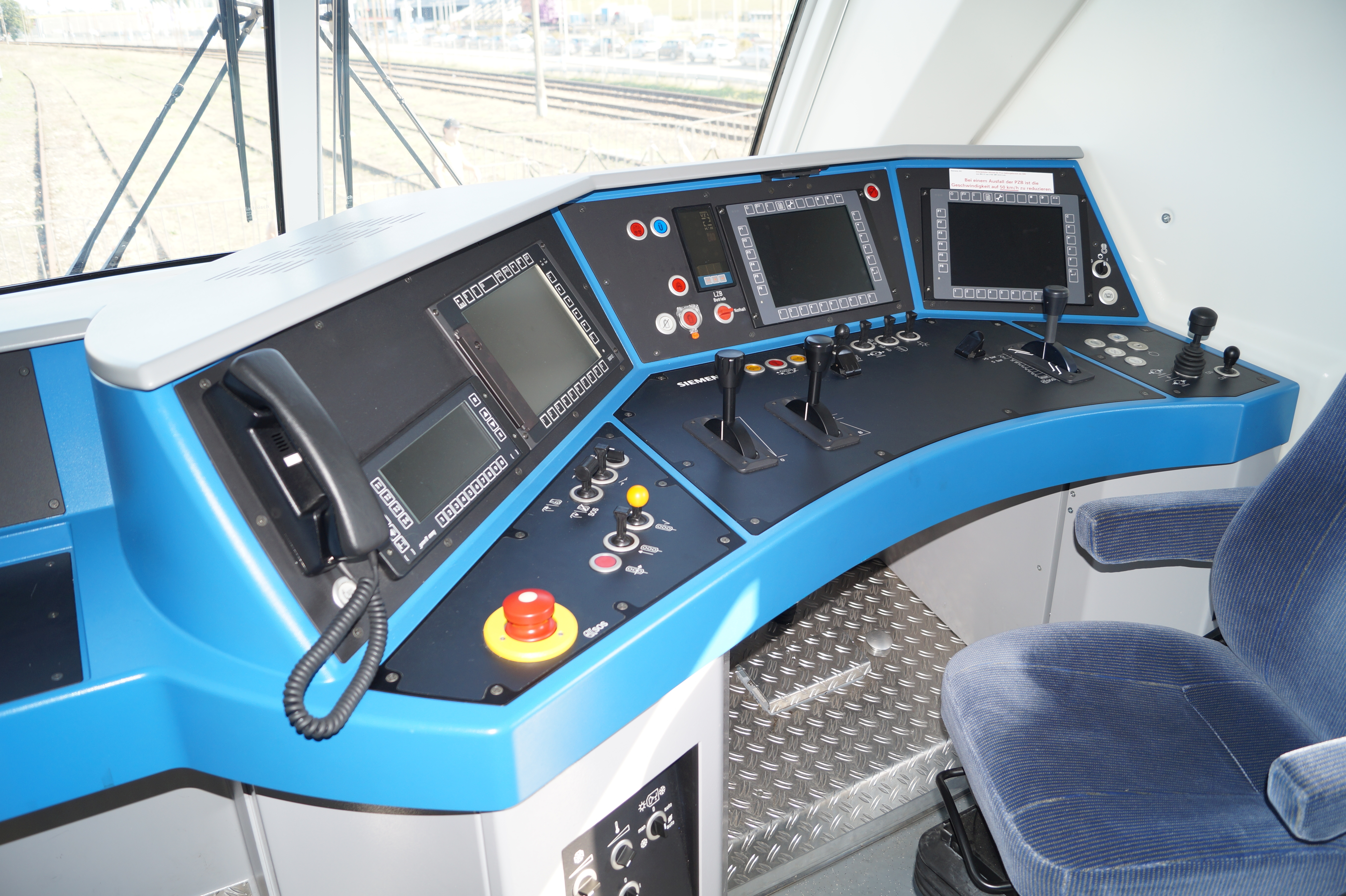
Stanoviště strojvedoucího

Kromě kabiny strojvedoucího se skříň lokomotivy Vectron skládá ze spodku a dvou bočních stěn. Skříň je celá vyrobena z oceli. Střechu nad strojovnou tvoří tři odnímatelné střešní segmenty. Zatímco kabiny strojvedoucího jsou pro elektrickou i dieselelektrickou variantu z velké části shodné, spodek, boční stěny a uspořádání střechy se liší.
Přední části skříně jsou uzavřeny unifikovanými čelními segmenty, tzv. Frontend. Frontend uzavírá kabinu strojvedoucího v přední části. Na rozdíl od čel lokomotiv ES64U2 a ES64U4 jsou tyto vyrobeny výhradně z oceli a neobsahují žádné sklolaminátové prvky. Frontend odpovídá normám pro nárazovou odolnost a lze jej po nehodě vyměnit. Do frontendu jsou integrovány mimo jiné tyto prvky:
- Čelní sklo včetně ostřikovačů a vyhřívání čelního skla
- Kompletní stanoviště strojvedoucího včetně všech ovládacích prvků potřebných k řízení
- Klimatizační systém kabiny strojvedoucího
- Světla pro zobrazení všech návěstí (s dálkovými světly) v souladu s vnitrostátními předpisy jednotlivých zemí

Většina lokomotiv nemá v kabině strojvedoucího boční okna; jsou zde pouze boční okna ve vstupních dveřích. Pouze finské širokorozchodné lokomotivy byly vybaveny bočními okny v kabině strojvedoucího.

### Pojezd

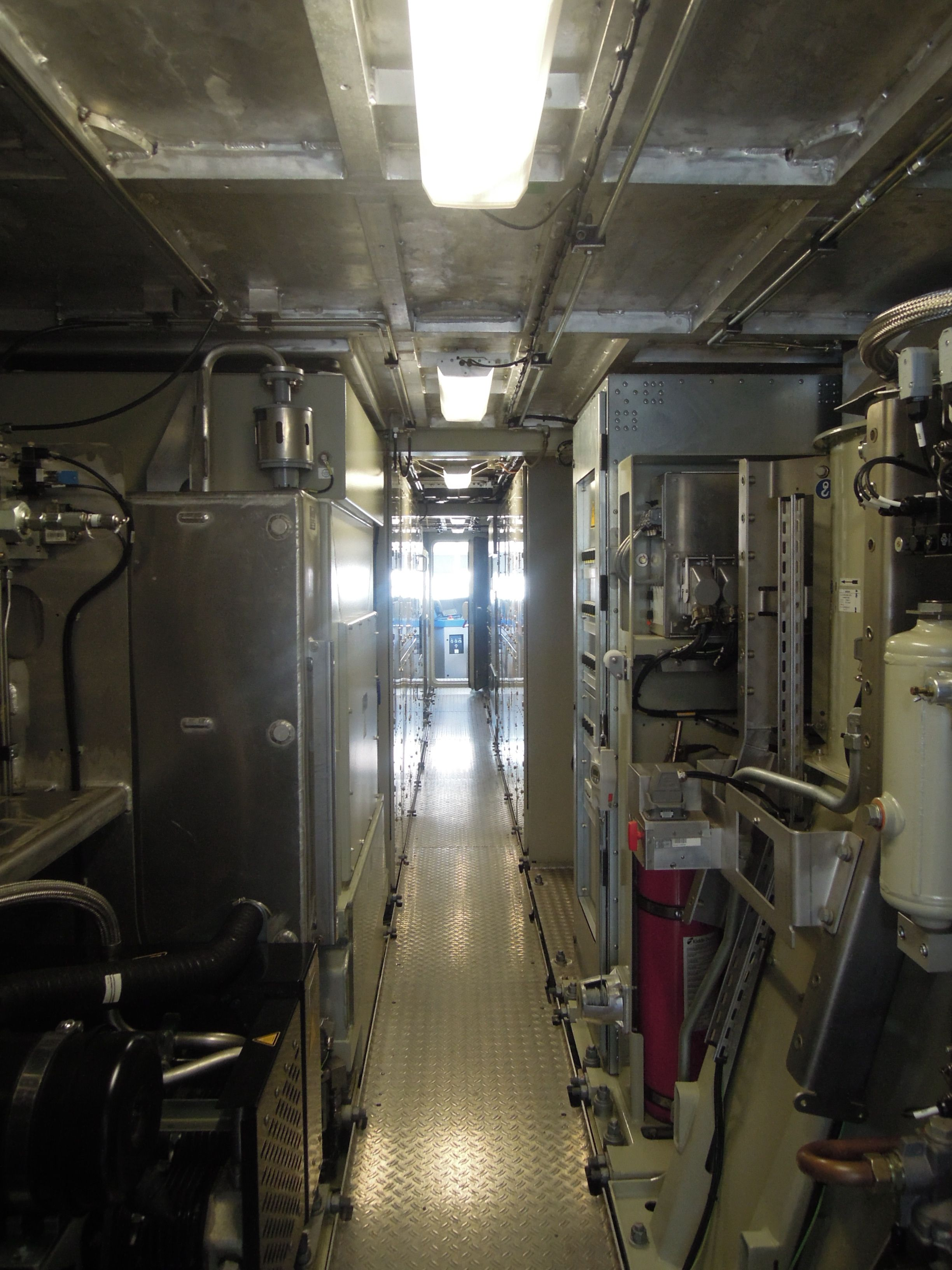
Ulička ve strojovně lokomotivy

Podvozky jsou navrženy v souladu s tradicí závodu Krauss-Maffei a srovnatelně s předchozími konstrukcemi podvozků se silnými čepy a obdélníkovým průřezem. Přenášejí všechny síly v podélném i příčném směru. Hluboký kloub čepu podvozku má minimalizovat odlehčení dvojkolí a ztrátu adheze. Příčný nosník, který je k tomu v rámu podvozku zapotřebí, je důvodem větších osových vzdáleností podvozku ve srovnání s podvozky s táhly. Dvojkolí jsou poháněna částečně odpruženým pastorkem s dutým hřídelem. Konstrukce podvozků Vectron DE a Vectron Dual Mode (typ SF3) se liší od konstrukce podvozků elektrických variant (typ SF4).
Na rozdíl od podvozků pro lokomotivy rodiny Taurus však bylo upuštěno od „vysoce výkonného pohonu s odpruženým brzdovým hřídelem“ (HAB) a na rozdíl od rodiny ES64F4 nebyl zachován volný prostor pro montáž. To je navenek rozpoznatelné podle kotoučových brzd na kolech, které díky tomu lze použít. Podvozky pro široký rozchod jsou navrženy tak, aby bylo možné namontovat dvojkolí s rozchodem až 1676 mm.

### Systém řízení
Řídicí systém vozidla provádí všechny řídicí, regulační, ochranné a diagnostické úlohy. Je založen na systému Sibas a skládá se z centrálních řídicích jednotek, řídicích jednotek pohonu, barevných displejů na pultech strojvedoucího, řídicí jednotky brzd a dalších připojených komponent. Ty spolu komunikují prostřednictvím sběrnice Multifunction Vehicle Bus (MVB). Komunikace s ostatními vozidly v rámci vlakové soupravy probíhá buď prostřednictvím sběrnice WTB (Wire Train Bus), nebo časově děleného multiplexu pro vícenásobné řízení (TMC). Ten lze použít v provozních režimech časově děleného multiplexu pro řízení dvojité trakce (ZDS), časově děleného multiplexu pro řízení vícenásobné trakce (ZMS) a časově děleného multiplexu pro řízení vratné soupravy (ZWS).
Lokomotivy tak mohou být provozovány ve vícenásobné trakci s jinými lokomotivami Vectron stejného typu i ve smíšené vícenásobné trakci s lokomotivami řad 120, ES64F, ES64U2, ES64U4 a ES64F4.

### Zabezpečovací systémy
V závislosti na řadě lokomotivy a výbavě pro danou zemi mohou být lokomotivy vybaveny většinou evropských zabezpečovacích systémů:
- ETCS
- LZB 80E / PZB 90
- SCMT
- ZUB262 / Integra
- ATB-EG
- MIREL (pro Česko, Slovensko a Maďarsko)
- LS
- SHP
- EVM
- TBL1+
- ATS
- EBICAB 700 a 900

Plánuje se integrace dalších zabezpečovacích systémů.

## Provoz

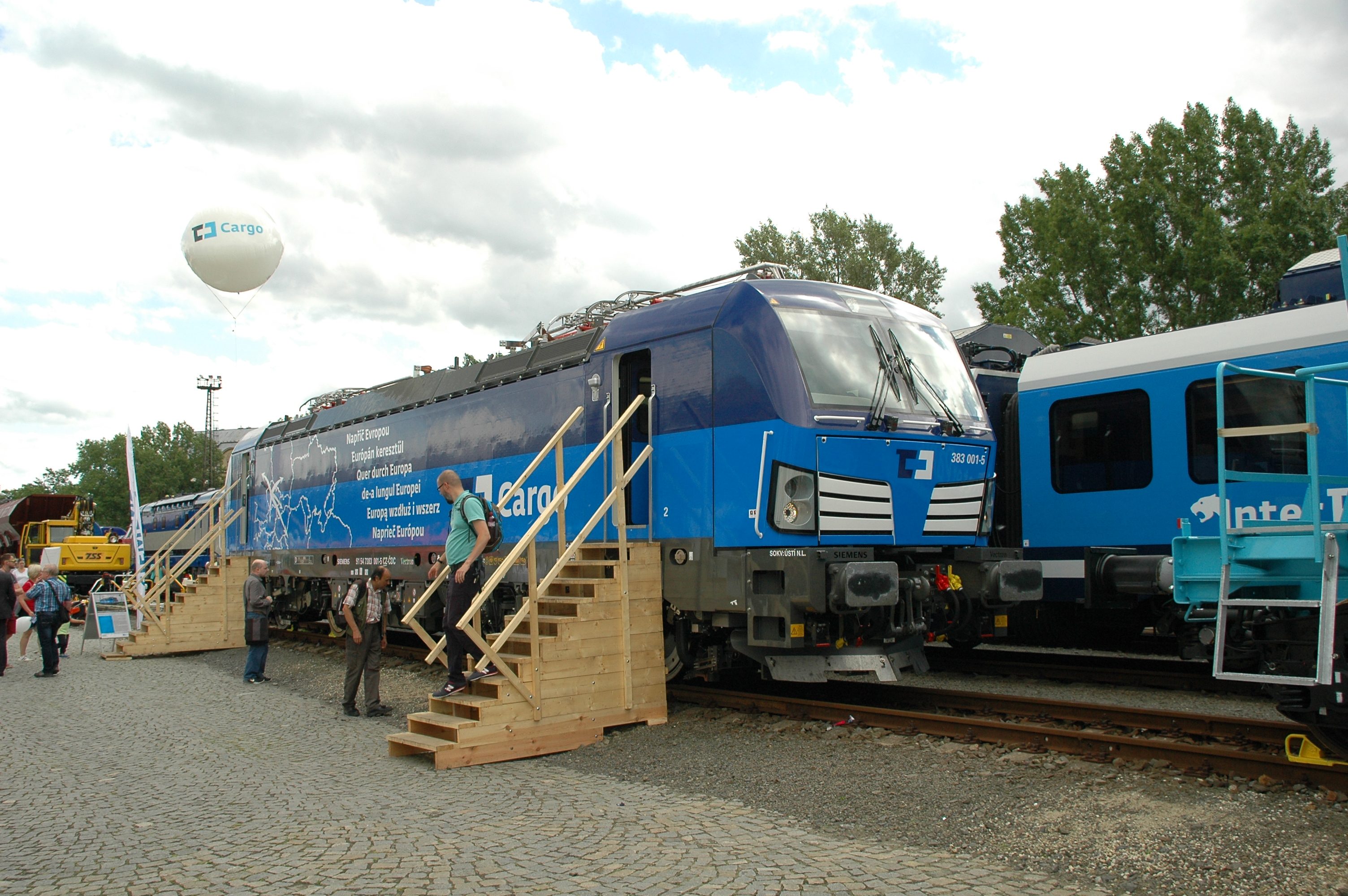
Lokomotiva 383.001 na ostravském veletrhu Czech Raildays 2016

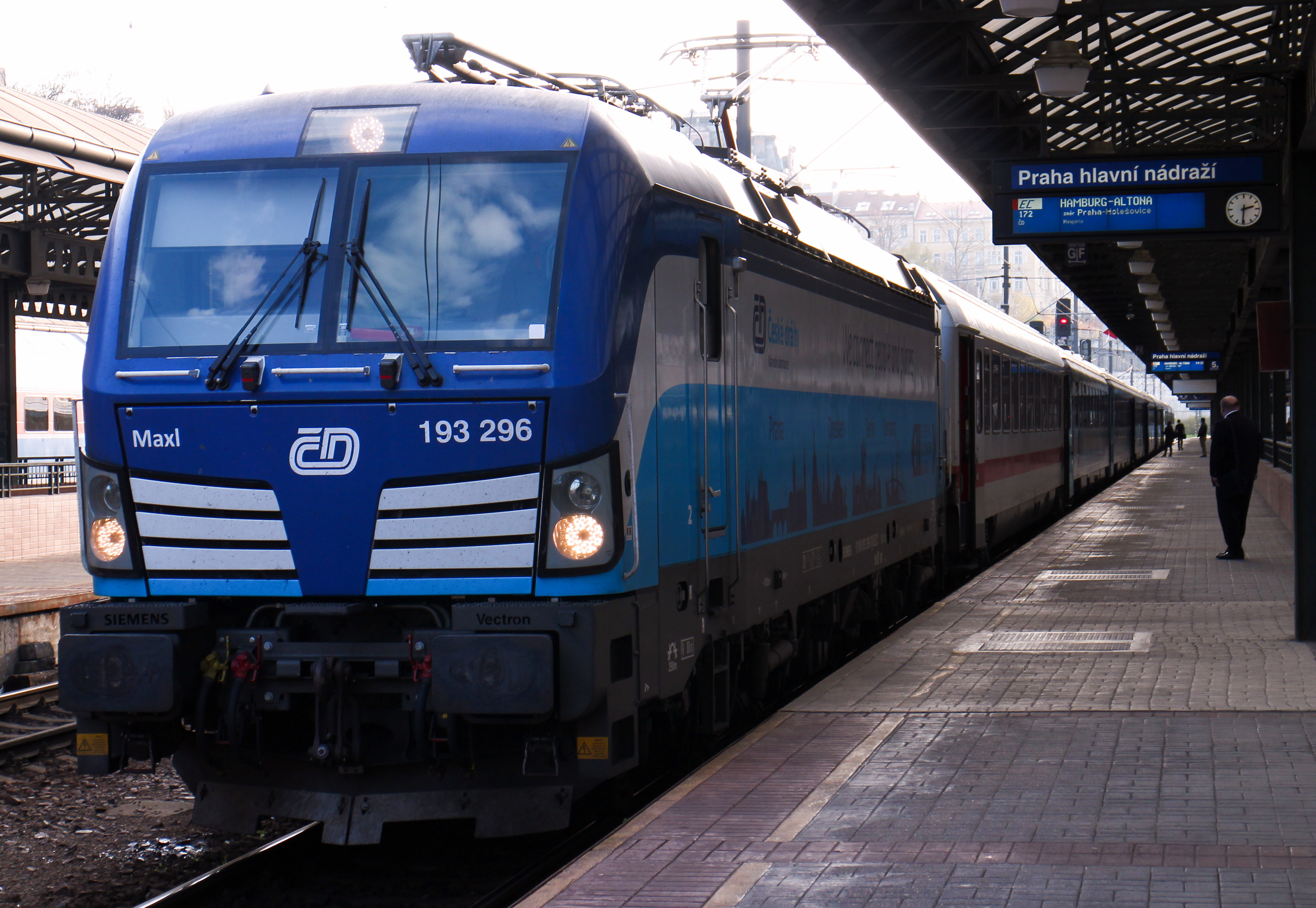
Lokomotiva ELL 193.296 v Praze na hlavním nádraží

### Česko
Čeští dopravci využívají zakoupených nebo pronajatých elektrických Vectronů od roku 2014, kdy byl povolen jejich zkušební provoz v Česku a kdy si je jako první pořídila společnost RegioJet. Některé Vectrony, které používají čeští dopravci (například RegioJet a České dráhy), mají německou registraci a jsou označeny německou řadou 193. Český Drážní úřad přidělil elektrickým Vectronům řadu 383 v roce 2016, kdy první stroje zakoupila společnost ČD Cargo. Českou registraci a českou řadu 383 využili i někteří další dopravci, zejména společnost METRANS. V roce 2023 byla elektrickým Vectronům s pomocným dieselovým pohonem přidělena česká řada 393.

#### RegioJet
Tři lokomotivy Vectron si od společnosti ELL Austria zapůjčila koncem roku 2014 společnost RegioJet, využívat je plánovala na vlacích mezi Bratislavou a Košicemi. V prosinci 2015 získal RegioJet další dvě lokomotivy, které využíval i na nočních vlacích z Prahy do Košic. V jízdním řádu 2023/24 nasazovala společnost flotilu lokomotiv Vectron nepravidelně na linky z Prahy do Brna a Vídně, respektive Bratislavy. Objevovaly se také na vlacích dopravce Gepard Express z Brna na vídeňské letiště.

#### LTE
Dalším uživatelem lokomotiv pronajatých od společnosti ELL Austria na českém a slovenském území se stala společnost LTE, která provozuje 4 lokomotivy Vectron.

#### LokoTrain
LokoTrain provozuje lokomotivy 193.823, 844 a dále lokomotivy 383.060–067.[zdroj?]

#### ČD Cargo
ČD Cargo podepsalo 13. dubna 2016 se společností Siemens smlouvu na dodání pěti třísystémových lokomotiv Vectron, s opcí na další tři do konce roku. Jednalo se o první Vectrony s českou registrací, Drážní úřad jim přidělil řadu 383. Důvodem pro jejich nákup byla potřeba vícesystémových lokomotiv pro zajíždění do sousedních států a Maďarska. Výhledově se plánovalo i zajíždění do vzdálenějších zemí jako jsou Rumunsko, Chorvatsko, Slovinsko a státy Beneluxu. Lokomotivy mohou jezdit pod třemi napájecími soustavami 25 kV / 50 Hz, 15 kV / 16,7 Hz a 3 kV ss. Maximální rychlost je omezena na 160 km/h. První lokomotivu nové řady 383 dopravce převzal 2. června 2016. V dalších letech ČD Cargo zakoupily další stroje Vectron, do roku 2025 to bylo celkem 22 lokomotiv 383.001–022.
V roce 2023 společnost odebrala také dvě dvousystémové (15 kV, 16,7 Hz a 25 kV, 50 Hz) elektrické lokomotivy s pomocným spalovacím motorem. V Česku byly označena řadou 393.

#### České dráhy
Po neúspěchu se schvalováním řady 380 na síti DB vyhlásily na jaře 2017 ČD veřejnou zakázku na pronájem 10 lokomotiv na 10 let pro rychlost 200 km/h na vlaky EuroCity Praha – Berlín – Hamburk. V červnu byl vyhlášen vítěz, stala se jím společnost ELL a již na konci měsíce došlo k prvnímu nasazení Vectronu 193.270 na rychlíky Praha – Ústí nad Labem – Cheb v úseku Praha – Ústí nad Labem. Stroj sloužil k zaškolení a zkouškám; lokomotivy, které následně byly pronajaty, byly v té době ještě ve výrobě.
Nasazování na vlacích EC začalo v prosinci 2017. Zatím však kvůli opožděnému zaškolení německých strojvedoucích jezdily pouze v úseku Praha – Drážďany, kde nahradily řadu 371. Dále vlaky byly stále vedeny německými stroji řady 101. Jedna lokomotiva pak od prosince 2017 vozí rychlíky Praha – Cheb v úseku Praha – Ústí nad Labem. Dne 10. června 2018 byl přepřah v Drážďanech zrušen, od tohoto dne byly vlaky EC vedeny Vectronem z Prahy až do Berlína, resp. Hamburku; 1 pár vlaků denně pokračoval s touto lokomotivou v čele až do Kielu.

#### ORLEN Unipetrol Doprava
Dceřiná společnost firmy Unipetrol zakoupila v roce 2017 od Siemensu 3 lokomotivy Vectron MS (383.050–052). a další 4 stroje byly zprovozňovány od roku 2021. V roce 2023 společnost aktivovala opci na zbývající čtyři lokomotivy, které byly pod označením 383.068–071 zařazeny do provozu od října 2024 do března 2025.

#### METRANS
Intermodální operátor METRANS podepsal se Siemensem v dubnu roku 2019 smlouvu na 10 strojů, společně s opcí na další dvacítku lokomotiv. Účelem nákupu nových strojů bylo jejich nasazení na mezinárodních vlacích v regionu střední a východní Evropy, kde měly nahradit starší pronajaté lokomotivy. Opce byla využita celá, později pořídila společnost dalších 10 lokomotiv. Poslední čtyři stroje dorazily na přelomu ledna a února 2024, takže METRANS měl od té doby 40 lokomotiv Siemens Vectron 383.401–440.

#### Správa železnic
V roce 2021 zakoupila Správa železnic od firmy Siemens Mobility zánovní lokomotivu 193.901, která byla vyrobena již v roce 2010 a do odprodeje Správě železnic byla používána pro testovací účely přímo svým výrobcem. Správa železnic si lokomotivu pořídila pro potřebu vozby svých diagnostických vozů pro měření parametrů železničních tratí.

### Finsko
Finská státní společnost VR Group si v roce 2013 objednala 80 Vectronů verze AC s dalšími úpravami pro provoz při teplotách do -40 °C, s pomocným dieselovým motorem pro dojezd po vlečkách a s úpravou pro rozchod 1524 mm. První dodané lokomotivy začaly jezdit v roce 2017. Součástí kontraktu byla i opce na dalších 97 lokomotiv. Nové Vectrony měly pod označením Sr3 nahradit staré sovětské lokomotivy řady Sr1.

### Rakousko
První lokomotivu Vectron ve dvoufrekvenční verzi převzal dopravce CargoServ v roce 2014. Byla označena řadou 1193.
Počátkem roku 2018 zahájil výrobce dodávky 30 Vectronů pro rakouské dráhy ÖBB (řada 1293), které měly sloužit především v nákladní dopravě. Jedná se o součást zakázky na dodávku až 200 strojů.

### Slovensko
Na Slovensku byla Vectronům přidělena řada 383, obdobně jako v Česku. První stroje si formou pronájmu pořídil osobní dopravce Železničná spoločnosť Slovensko na podzim 2017.